# SG Wannabe
SG Wannabe (Simon & Garfunkel Wannabe) (Tiếng Hàn: SG 워너비). Nhóm nhạc được đặt tên "SG Wannabe" để tỏ lòng ngưỡng mộ của các thành viên với cặp song ca huyền thoại Mỹ Simon và Garfunkel. SG Wannabe là nhóm nhạc gồm 3 thành viên, được ra mắt năm 2004.
Đúng như cái tên SG Wannabe, 3 chàng trai trẻ sở hữu chất giọng giàu cảm xúc và vang hiếm thấy trong số các ca sỹ cùng độ tuổi hoặc cùng dòng nhạc. Những giai điệu cuốn hút và tài năng âm nhạc xuất chúng đã đưa SG Wannabe gia nhập dải thiên hà K-pop và trở thành 1 trong những nhóm R&B kiểu Hàn Quốc thành công nhất.
Bài hát đầu tiên của họ, "Timeless", nhanh chóng đưa nhóm trở nên nổi tiếng  và album của họ đứng đầu các bảng xếp hạng. Không giống như các nhóm khác, SG Wannabe quyết định từ chối quảng bá âm nhạc của họ ban đầu, từ chối xuất hiện trên các chương trình âm nhạc hoặc trong các video của riêng họ; nhóm đã tuyên bố rằng họ mong muốn khán giả của họ sẽ quan tâm đến âm nhạc hơn là sự xuất hiện của họ.

## Lịch sử

### 2004-2005: Ra mắt vớiSG Wannabe +và album thứ haiSaldaga
SG Wannabe ra mắt vào năm 2004 với album đầu tiên của họ, SG Wanna Be +. Nó được sản xuất bởi Lee Kyung Sub và Park Keun Tae và các nhà sản xuất âm nhạc nổi tiếng tại Hàn Quốc. Video âm nhạc của ca khúc chủ đề cho album đã thu hút sự chú ý của giới truyền thông, vì nó có sự góp mặt của các diễn viên hàng đầu như Sol Kyung-gu và Kim Nam-jin, và nữ diễn viên Yunjin Kim, Kang Hye-jung và Seo Sung-min. Chi phí sản xuất được báo cáo khoảng 2 tỷ won. Nhóm nhạc tuy nổi tiếng nhưng khá bí ẩn vì họ không thể hiện khuôn mặt và không đóng vai chính trong bất kỳ video âm nhạc nào của họ. Tuy nhiên, khả năng thanh nhạc của họ đã thu hút nhiều người hâm mộ và album đã thành công ngay lập tức với doanh số bán trước là 90.000 bản. Sau đó vào năm 2004, nhóm đã được công nhận về khả năng thanh nhạc của họ với nhiều giải thưởng, bao gồm các đề cử cho Nghệ sĩ mới xuất sắc nhất tại Golden Disc Awards và Giải thưởng âm nhạc nổi tiếng Seoul.
Vào ngày 29 tháng 3 năm 2005, SG Wannabe đã phát hành album thứ hai của họ. Nó bao gồm hai bản hit số 1 "Sin & Punishment (죄와벌)"", đã nhận được nhiều giải thưởng cho cả video âm nhạc và cho bài hát chính "Saldaga" (While you live/As We live). Bài hát mà tại Việt Nam đã được phổ lời cho Bộ phim "Mùi ngò gai" với tên gọi "Dòng Thời gian". Giống như người tiền nhiệm, "Saldaga" đã có thể thu hút sự chú ý của truyền thông về khả năng thanh nhạc của nhóm, do đó SG Wannabe trở thành nghệ sĩ duy nhất trong năm 2005 bán được hơn 400.000 bản album của họ.
Vào ngày 14 tháng 9 năm 2005, nhóm đã phát hành album "Classic Odyssey". Ngân sách 1 tỷ won (1.000.000.000) dành cho abum đã được dùng để remake lại các hit của SG Wannabe. Nó bao gồm các bản hit như "My Heart's Treasure Box" (마음 의 보석).
Sau những thành công của album thứ 2, SG Wannabe đã được Golden Disc Award trao giải Daesang danh giá  cho hạng mục "Nghệ sĩ của năm".
Cuối năm 2005, SG Wannabe được xếp ở vị trí số 1 về lượng album được tiêu thụ: với hơn 400.000 bản được bán album thứ 2 và thứ (bản remake) với 147.047 bản được bán ra.

### 2006-2007:Kiệt tác thứ 3,"The Sentimental Chord" và sự ra đi của Chae Dongha
Vào ngày 11 tháng 4 năm 2006, bộ ba đã phát hành album thứ ba của họ, được gọi là kiệt tác thứ 3. Giống như những gì họ đã làm trong album thứ hai (video âm nhạc có hai phần: phần đầu tiên là với bài hát ""Crime and Punishment" " (죄와벌); phần thứ hai là với bài hát "As We Live" (Saldaga).
Album thứ ba của họ cũng bao gồm 2 phần. Phần đầu tiên là với ca khúc chủ đề mới của họ, "Partner for Life" (내 и 람) với sự tham gia của Kim Dong Wan của Shinhwa và Jeong So-Young, và phần thứ hai được phát hành với tên gọi "Slowpoke". Một lần nữa, album của lại đạt được thứ hạng cao, xếp # 1 trên nhiều bảng xếp hạng.
Vào ngày 18 tháng 11 năm 2006, họ đã phát hành một bản tổng hợp những bản hit hay nhất mang tên Album hay nhất SG Wannabe - Lịch sử quý giá. Đó là một tập hợp các bài hát yêu thích của họ trong ba album vừa qua và cũng bao gồm ba bài hát mới. Họ cũng đã phát hành một video âm nhạc cho những bài hát có tên là ""Song of Love (사랑가)", "Even If I Could See You (그저 바라볼 수만 있어도)" và "Ordinary People"" có Hoo Ni-Hoon, Min Kyung-Hoon, Jang Hye-Jin. Tuy nhiên, mặc dù có doanh số cao và đứng đầu các bảng xếp hạng, họ đã không giành được chiến thắng nào khác, mặc dù nhóm được đề cử daesang.
Vào tháng 1 năm 2007, nhóm đã tham gia lễ hội Hallyu ở Osaka, trong đó có sự góp mặt của Jun Jin và Lee Min-woo của Shinhwa, Kangta của HOT và nam diễn viên Song Seung-heon tại Osaka Dome.
Album thứ 4 rất được mong đợi của họ, "The Sentimental Chord", được phát hành vào ngày 6 tháng 4 năm 2007, gần một năm sau album thứ ba của họ. Một lần nữa, họ làm khán giả ngạc nhiên với ca khúc chủ đề mới "Arirang" (), có nhạc cụ cổ điển của Hàn Quốc chơi làm nhạc nền. Với việc phát hành album thứ 4 và bài hát chủ đề của họ, họ đã đứng ở vị trí số 1 trong Bảng xếp hạng lỗi cũng như bảng xếp hạng hàng tháng của Hàn Quốc. Album này cũng là số một trong "20 doanh số album hàng đầu (tháng 5 năm 2007)" với 44.618 bản được bán trong tháng 5 và 125.450 được bán hoàn toàn. Họ cũng phát hành hai album đặc biệt, "SG Wanna Be +" và "Story In New York". Cả album đặc biệt cũng thành công, tiếp tục sự nổi tiếng và thành công của SG Wannabe. Đến cuối năm, SG Wannabe đã được trao giải daesang thứ hai của họ từ Golden Disk Awards, trị vì là nghệ sĩ hàng đầu của năm. Bán được gần 200.000 bản, The Sentimental Chord là album bán chạy nhất năm 2007 tại Hàn Quốc.  Ngoài ra, một số thay đổi cũng xảy ra trong ban nhạc, với thành viên Chae Dong Ha rời nhóm để tập trung vào sự nghiệp solo.

### 2008-2014:Bạn của tôi,Quà tặng từ SG Wannabevà gián đoạn
Tính đến ngày 23 tháng 4 năm 2008, album thứ năm của SG Wannabe đã có 85.000 đơn đặt hàng trước và đếm; nó được phát hành với phiên bản tiếng Nhật của "I Miss You" (싶어). Cả hai phiên bản của bài hát đó đều được thu âm với thành viên cũ Chae Dong-Ha,  và thành viên mới Lee Suk Hoon đã có buổi biểu diễn đầu tiên vào ngày 24 tháng 4 trên "M! CountDown", hát bài hát đầu tiên, "Lalala", trên album mới. Năm 2009, SG Wannabe đã phát hành Quà tặng từ SG Wannabe. Họ cũng phát hành một bài hát khác đã trở thành một OST nổi tiếng trong nhiều bộ phim truyền hình có tựa đề "을" ("Fate Reverse")
Cựu thành viên Chae Dong-ha đã tự sát vào ngày 27 tháng 5 năm 2011 sau khi chiến đấu với chứng trầm cảm mạnh mẽ kể từ thời SG Wannabe. Các thành viên tuyên bố gián đoạn từ sân khấu âm nhạc để đau buồn về sự mất mát của thành viên cũ và người bạn tốt của họ.
Lee Seok-hun đã phát hành đĩa đơn đầu tiên Conf (Confession) vào ngày 2 tháng 6 năm 2011 một album solo vào ngày 4 tháng 10 năm 2012 và đã tích cực tham gia vào các OST trước khi nhập ngũ vào đầu năm nay. Kim Jin-ho đã phát hành album solo đầu tiên Today (Hôm nay) trở lại vào ngày 14 tháng 2 năm 2013 và album thứ hai (Han River Love) vài tháng sau đó vào ngày 18 tháng 7. Kim Yong-Jun chỉ tham gia các OST và hát hai bản song ca với bạn gái cũ là nữ diễn viên Hwang Jung-eum.
Thành viên Kim Yong-Jun nhập ngũ vào năm 2012 và Lee Seok-hun theo sau vào năm 2013, trong khi đó Kim Jin-ho làm việc trong sự nghiệp solo của mình. Đầu năm 2015, sau khi hai người được xuất ngũ, SG Wannabe đã ký hợp đồng với CJ E &amp; M và tuyên bố chấm dứt thời gian gián đoạn 4 năm. Vào tháng 8 năm 2015, họ đã công bố phát hành album mới. Vào ngày 19 tháng 8 năm 2015, The Voice đã được phát hành. EP đạt vị trí thứ 5 trên Bảng xếp hạng album Gaon và bán được hơn 10.000 bản sao.
Vào ngày 19 tháng 11 năm 2016, nhóm đã phát hành EP thứ chín của họ mang tên Ngày của chúng tôi. EP đạt vị trí thứ 17 trên Bảng xếp hạng album Gaon và bán được hơn 3.500 bản sao trong tháng đầu tiên.

## Các thành viên
- Lee Seok-hoon (Hangul: 이석훈): Vocal
- Kim Yong-Jun (Hangul: 김용준): Vocal - Trưởng nhóm
- Kim Jin-ho (Hangul: 김진호): Lead Vocal
- Chae Dong Ha (Hangul: 채동하): Vocal (cựu trưởng nhóm) - qua đời năm 2011

## Danh sách đĩa hát
| Albums - SG Wanna Be+ (2004) - Saldaga (2005) - The 3rd Masterpiece (2006) - The Sentimental Chord (2007) - My Friend (2008) - Rainbow (2009) - Gift From SG Wannabe (2009) | Extended plays - SG Wannabe by SG Wannabe 7 Part.I (2011) - SG Wannabe by SG Wannabe 7 Part.II (2011) - The Voice (2015) - Our Days (2016) |

## Giải thưởng và thành tựu
| Năm  | Giải thưởng |
| ---- | --- |
| 2004 | - 2004 SBS Gayo daeJun: Người mới xuất sắc nhất - Giải thưởng đĩa vàng lần thứ 19: Người mới xuất sắc nhất (SG Wanna Be +) - Giải thưởng đĩa vàng lần thứ 19: Video âm nhạc hay nhất ("Vượt thời gian") - Giải thưởng âm nhạc Seoul lần thứ 15: Người mới xuất sắc nhất |
| 2005 | - Giải thưởng giải trí Hàn Quốc lần thứ 12: Nhóm hay nhất - Liên hoan âm nhạc KM M.net 2005: Video âm nhạc nhóm nam hay nhất - Giải thưởng đĩa vàng thứ 20: Bonsang (Saldaga) - Giải thưởng đĩa vàng thứ 20: Daesang (Saldaga) - 2005 SBS Gayo daeJun: Bonsang - 2005 SBS Gayo daeJun: Giải thưởng dành cho nhà sản xuất - Liên hoan bài hát KBS 2005: Daesang - 2005 MBC Gasu gayo: Bonsang - 2005 Entertainment Entertainment (Trung Quốc): "Top 10 kỷ lục châu Á"                                                                     |
| 2006 | - Giải thưởng giải trí Hàn Quốc lần thứ 13: Nam ballad hay nhất - Liên hoan âm nhạc KM M.net 2006: Giải thưởng phổ biến kỹ thuật số - Liên hoan âm nhạc KM M.net năm 2006: Album của năm (Kiệt tác thứ 3) - Liên hoan âm nhạc KM M.net năm 2006: Bài hát của năm ("Nae saram: Đối tác cho cuộc sống") - Giải thưởng âm nhạc Seoul lần thứ 16: Bonsang - Giải thưởng đĩa vàng lần thứ 21: Bonsang (Kiệt tác thứ 3) - Giải thưởng đĩa vàng lần thứ 21: Daesang kỹ thuật số - SBS Gayo daeJun: Bonsang - 2006 SBS Gayo daeJun: Nhà sản xuất |
| 2007 | - Liên hoan âm nhạc M.net KM 2007: Nhạc R &amp; B / Soul hay nhất ("Arirang") - Giải thưởng đĩa vàng lần thứ 22: Bonsang (Hợp âm tình cảm) - Giải thưởng đĩa vàng lần thứ 22: Daesang (Hợp âm tình cảm) |
| 2008 | - Giải thưởng âm nhạc Seoul lần thứ 17: Bonsang - Liên hoan âm nhạc M.net KM lần thứ 10: OST hay nhất ("Chống lại số phận" với Kim Jong Wook) - Giải thưởng đĩa vàng lần thứ 23: Bonsang (SG Wannabe) |
| 2009 | - Giải thưởng âm nhạc Seoul lần thứ 18: Bonsang - Giải thưởng phát thanh truyền hình Hàn Quốc lần thứ 36: Nghệ sĩ xuất sắc nhất (Khu vực tư nhân) - Giải thưởng đĩa vàng lần thứ 24: Bonsang (Quà tặng từ SG Wannabe) |

### Thành tựu
| Năm  | Giải thưởng |
| ---- | --- |
| 2004 | - Sản phẩm video âm nhạc album đầu tiên trị giá 2 tỷ won cho một nghệ sĩ đầu tay - Ca khúc chủ đề album đầu tiên "Vượt thời gian" đã giành được SG Wannabe tất cả các giải thưởng người mới - Ca khúc chủ đề album đầu tiên "Vượt thời gian" đã có 676.661 lượt tải xuống trên các trang web phát nhạc - Album đầu tiên SG Wanna Be + đã có hơn 50.000 lượt tải xuống trên thiết bị di động |
| 2005 | - Được chọn là "Nghệ sĩ của tháng" của MTV cho tháng 4 - Album thứ 2 Saldaga đứng số 1 về doanh số album - Album thứ 2 Saldaga đạt 10 tỷ trên thị trường di động |
| 2006 | - Album thứ 3 Kiệt tác thứ 3 là album đầu tiên phát hành album đĩa kỹ thuật số trên thế giới - Album thứ 3 Kiệt tác thứ 3 là số 1 trong doanh số album trong một ngày - Ca khúc chủ đề album thứ 3 "Nae saram: Partner for Life" là 9 tuần số 1 trên bảng xếp hạng Melon - SBS Xu hướng âm nhạc Giải thưởng Mutizen nhiều nhất dành cho nghệ sĩ (3 cho "Nae saram: Partner for Life" và 3 cho "I Loved You") - SG Wannabe's Dinner Show đã bán hết - Huấn luyện viên và nhà sản xuất giọng hát cho SeeYa dẫn đến giải thưởng "Nhà sản xuất xuất sắc nhất" |
| 2007 | - Album thứ 4 Hợp âm tình cảm đứng số 1 về doanh số album - Xuất hiện trên chương trình phim tài liệu của KBS Sàng lọc Nhân sự, xếp hạng cao nhất từng đạt được cho chương trình (các tập của SG Wannabe nhận được xếp hạng trung bình 8-10%) - SG Wannabe's Dinner Show đã bán hết |
| 2008 | - Album thứ 5 My Friend) đứng thứ 4 về doanh số album - Ca khúc chủ đề album thứ 5 "Lalala" là bài hát nổi tiếng được phát sóng nhiều thứ 3 (4.225 lần) - SG Wannabe's Dinner Show đã bán hết - Được báo chí Nhật Bản bổ nhiệm là ca sĩ Hallyu (cùng với Big Bang và những người khác) |
| 2009 | - Vào tháng 5, lần đầu tiên xuất hiện trên một chương trình giải trí (We Got Married) của MBC - Album thứ 6 Quà tặng từ SG Wannabe tour diễn toàn quốc được tổ chức trong 8 tuần, đạt số 1 trong các tìm kiếm - Nghệ sĩ đầu tiên của thế hệ biểu diễn tại Trung tâm biểu diễn nghệ thuật Sejong - Buổi hòa nhạc đại lộ 59 của SG Wannabe ở Seoul, Daegu và Busan, tất cả các ghế đã được bán hết (xếp hạng là số 1, số 2, số 3) - SG Wannabe là "nhạc sĩ yêu thích" cho thế hệ từ 20 đến 30 tuổi - SG Wannabe là nghệ sĩ 20 tuổi đầu tiên có hơn 300 buổi hòa nhạc trực tiếp - Giành được giải thưởng không phải ca sĩ đầu tiên của họ, Kim Yong Jun đã giành giải "Người mới xuất sắc nhất" trong chương trình tạp kỹ tại Giải thưởng Giải trí của MBC - Album thứ 4 Quà tặng từ SG Wannabe đứng thứ 4 về doanh số album |